# Piresiella
Piresiella és un gènere monotípic de plantes de la família de les poàcies.
La seva única espècie: Piresiella strephioides és originària de Cuba. Fou descrita per (Griseb.) Judz., Zuloaga i Morrone i publicada a Annals of the Missouri Botanical Garden 80(4): 856. 1993.
Etimologia
El nom del gènere és un diminutiu de Piresia, un gènere de la mateixa família.
Sinonímia
- Mniochloa strephioides (Griseb.) Chase
- Olyra strephioides Griseb.[2]